# Maria Einsiedel

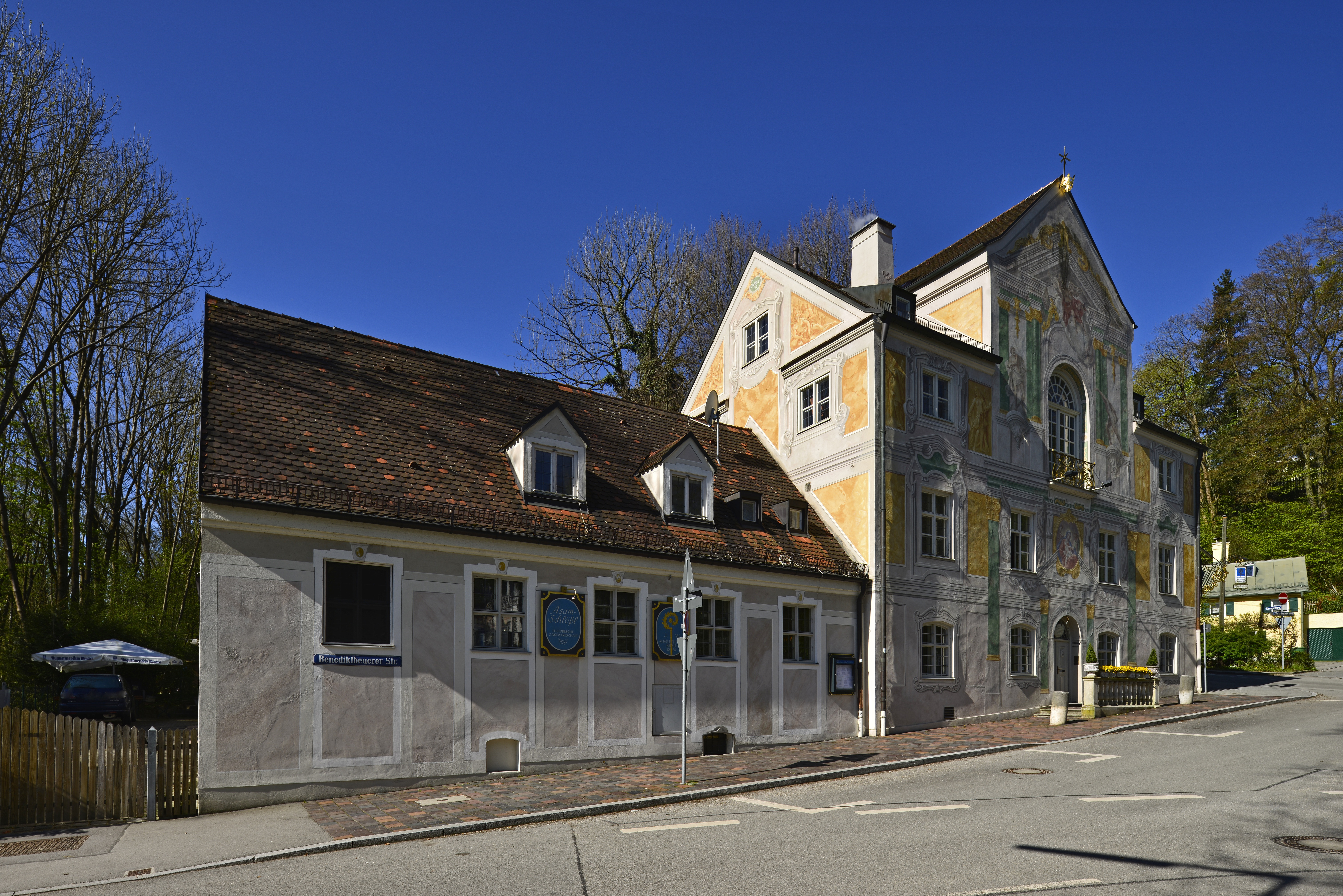
Asam-Schlössl in Maria-Einsiedel

Maria Einsiedel (ⓘ) ist eine Ortsbezeichnung in München. 

## Lage
Die Einöde liegt im Münchner Stadtteil Thalkirchen am Fuß der Isarleiten etwa 600 Meter südlich des Ortskerns von Thalkirchen, mit dem sie über die Maria-Einsiedel-Straße verbunden ist. Von Süden her führt eine Einbahnstraße (Kreppeberg) von der Wolfratshauser Straße (B 11) auf dem Isarhochufer herunter nach Maria Einsiedel, die Benediktbeuerer Straße führt nach Osten zur Zentrallände und dem Naturbad Maria Einsiedel.

## Geschichte
An der Stelle des späteren Ortes Maria Einsiedel wurde im 14. Jahrhundert eine Mühle errichtet, die bis ins 19. Jahrhundert in Betrieb war. Nach einem Müller aus dem 16. Jahrhundert wurde sie Schadeneckmühle genannt. Der heutige Maria-Einsiedelbach diente als Mühlbach.
Neben der Mühle errichtete der Hofrat Adrian von Kray 1687 einen Landsitz, das heutige Asam-Schlössl. 1724 erwarb Cosmas Damian Asam das Anwesen. Er nannte es Maria-Einsiedel-Tal nach der Mariä-Himmelfahrt-Kirche im Kloster Einsiedeln, deren Deckengemälde die Brüder Asam Jahren 1724 bis 1726 schufen. Den Landsitz ließ er aufstocken und bemalte die Fassade mit Fresken. Dem Haus gegenüber errichtete er eine Kapelle, die 1730 fertiggestellt und kurz darauf geweiht wurde.

Ehemaliger Isartalbahnhof Maria Einsiedel (um 1902)

Bei der Gemeindebildung in Bayern 1818 wurde Maria Einsiedel zu einem Gemeindeteil der Gemeinde Thalkirchen. Im dritten Viertel des 19. Jahrhunderts wurde die Benediktbeuerer Straße angelegt. Der Plan, an ihr eine Villensiedlung zu errichten, wurde jedoch aufgegeben. Zwischen 1890 und 1900 wurde schrittweise das Bahnbetriebswerk Thalkirchen für die Isartalbahn errichtet, 1890 das Bad Maria Einsiedel und 1899 die Zentrallände angelegt. 1900 wurde die Gemeinde Thalkirchen und damit auch Maria Einsiedel in die Stadt München eingemeindet.

## Beschreibung
In Maria Einsiedel gibt es nur wenige Bauwerke: das heutige Asam-Schlössl, ein Kleinhaus am Kreppeberg, das ehemalige Bahnbetriebswerk Thalkirchen, einige Villen der geplanten Villensiedlung an der Benediktbeuerer Straße und die Gaststätte Zentrallände. Einen Großteil des Gebiets nehmen das Naturbad Maria Einsiedel und eine Kleingartenanlage ein. Das Gebiet von Maria Einsiedel ist Bestandteil des Landschaftsschutzgebiets Isarauen (LSG-00120.09).